# 鵝公髻山寒蟬
鵝公髻山寒蟬（学名：Meimuna gakokizana）为蟬科寒蟬屬下的一个种。